# Iglesia de Santa María (Melque de Cercos)
La iglesia de Santa María es un templo de culto católico ubicado en la localidad de Melque de Cercos, en la provincia de Segovia, comunidad autónoma de Castilla y León (España). En la localidad es conocida como iglesia vieja para diferenciarla de la actual parroquia, la iglesia de San Esteban, obra del siglo XVIII.
Se trata de un edificio de estilo románico-mudéjar. Era un edificio de una sola nave, con cabecera semicircular. Durante el siglo XVII se derribó el muro del ábside y se inició la ampliación con un cuerpo barroco, que aparece ahora inconcluso, pues la bóveda se vino abajo en el año 1980, a causa de que los muros fueron horadados para practicar enterramientos (estuvo destinada a camposanto). Fue declarada Bien de Interés Cultural en 1984, y actualmente alberga una sala multiusos para exposiciones y otras actividades. 
El templo en el estado actual es todo un compendio de cómo los alarifes mudéjares construían los aparejos de los muros, así como la disposición de las verdugadas de ladrillos, aun a pesar de no poder conocer su destreza a la hora de ornamentar el ábside desaparecido. La cabecera del templo constaba de un tramo anterior y un ábside curvo. Los muros, construidos en calicanto, se ordenan al exterior con una arquería ciega sobre la que apoya una serie de recuadros, separadas ambas por un friso de ladrillos. Coronan los muros norte y sur, una cornisa de esquinillas. Un arco triunfal, de medio punto, doblado, separa la nave del crucero. Por la existencia de restos de escalera, tal vez la espadaña se levantara en él, como puede verse en otros templos cercanos, debido a que no se han encontrado vestigios de torre. De la primitiva bóveda solo se ha conservado el tramo de los pies de la nave, y el resto, afectado por hundimiento, fue cubierto con una sencilla armadura de madera. Tuvo dos puertas de ingreso, abiertas en los lados norte y sur, de las que solo se ha conservado la del muro sur que consta de tres roscas, inscritas en un alfiz rematado por una complicada cornisa, y que estuvo cegada por un frontón de pelota. La norte ha sido reconstruida gracias a una fotografía de los años 30. En las obras de restauración fue descubierta una talla de madera, muy deteriorada que pudiera ser la representación de un Santo obispo (tiene mitra), y con hechuras casi góticas, que se conserva en el Museo de Segovia, aunque el pueblo posee una copia de la talla.